# Croix de cimetière de Néant-sur-Yvel

La croix du cimetière de Néant-sur-Yvel est une croix accolée à l'extrémité nord-ouest de l'église de Néant-sur-Yvel dans le Morbihan.

## Historique
La croix du cimetière de Néant-sur-Yvel fait l’objet d’une inscription au titre des monuments historiques depuis le 30 mai 1927.